# Seat 1430
Der Seat 1430 war eine Weiterentwicklung des Seat 124. Die viertürige Limousine und ein fünftüriger Kombi Seat 1430 5 puertas erschienen 1969 mit veränderter Front- und Heckansicht und dem Motor des Fiat 124 Special (1438 cm³ und 51 kW (70 PS)). Der neue Wagen, der mit seinen Doppelscheinwerfern dem Fiat 124 Special ähnlich sah, brachte es auf 155 km/h.
Ab 1973 hatte der Motor 55 kW (75 PS) und machte das Auto bis zu 158 km/h schnell. Gleichzeitig erschien der Seat 1430 Especial 1600 mit 1592 cm³ Hubraum und 70 kW (95 PS). Er fuhr bis zu 175 km/h.
In der spanischen Rallye-Meisterschaft 1973 belegten diese Fahrzeuge die ersten Plätze und schnitten auch bei internationalen Wettbewerben (RAC-Rallye, Rallye Zypern und 24 Stunden von Ypern) gut ab. Ab 1970 gab es auch eine „Fórmula Seat 1430“, in der Privatfahrer in Monoposti mit im Heck eingebauten Seat-1430-Motoren starteten.
1976 wurde der Seat 1430 eingestellt. Nachfolger waren die „Especial“-Modelle des Seat 124 D und der Seat 131.